# Entocolax
Entocolax is een geslacht van weekdieren uit de klasse van de Gastropoda (slakken).

## Soorten
- Entocolax chiridotae Scarlato, 1951
- Entocolax ludwigii Voigt, 1888
- Entocolax olgae Nekhaev, 2016
- Entocolax rimskykorsakovi Ivanov, 1945
- Entocolax schiemenzi Voigt, 1901
- Entocolax schwanitschi Heding in Heding & Mandahl-Barth, 1938
- Entocolax trochodotae Heding, 1934